# Yuji Miyahara
Yuji Miyahara (født 19. juli 1980) er en tidligere japansk fodboldspiller.
Han har spillet for flere forskellige klubber i sin karriere, herunder Avispa Fukuoka og Cerezo Osaka.